# Johannes van Laar

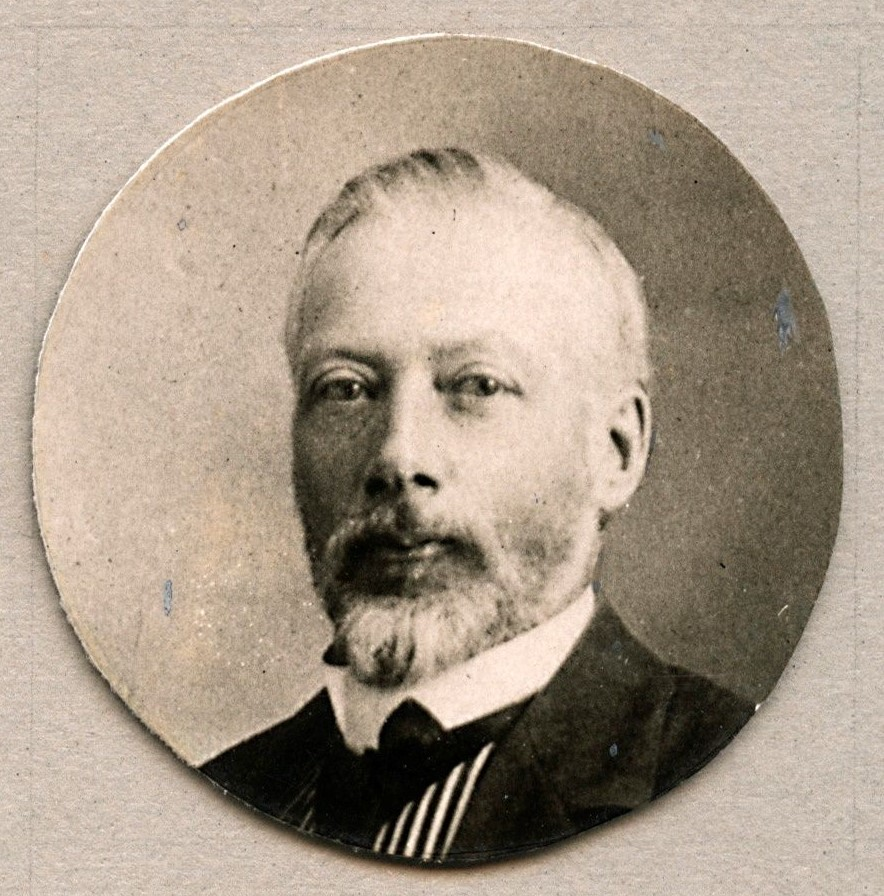
Johannes van Laar (1914)

Johannes van Laar, mit vollem Namen Johannes Jacobus van Laar (* 10. Juli 1860 in Den Haag; † 9. Dezember 1938 in Clarens), war ein niederländischer Chemiker, der durch die von ihm aufgestellte Gleichung für die chemische Aktivität (Van Laar-Gleichung) bekannt ist.

## Biografie
Van Laar verlor früh seine Eltern, seine Mutter starb im Jahre 1862 und sein Vater 1873. Von diesem Zeitpunkt an war sein Onkel für ihn verantwortlich. Nach dem Abitur 1876 beschloss sein Vormund gegen van Laars Willen, dass er Marineoffizier werden sollte und so kam er an das Koninklijk Instituut voor de Marine in Nieuwediep. Nach drei großen Reisen auf Dampfschiffen erreichte er 1881 den Rang eines Unterleutnants und nahm danach seinen Abschied von der Marine.
Laar begann sein Studium der physikalischen Chemie und Mathematik mit dem Besuch von Seminaren bei Johannes van der Waals und Jacobus Henricus van't Hoff, beide Professoren an der Universität von Amsterdam. Seine Ausbildung machte ihm eine Promotion und damit eine Karriere bei einer niederländischen Universität unmöglich. Nachdem er als Lehrer an Mittelschulen in Middelburg und Utrecht gearbeitet hatte, wurde er 1898 Privatdozent an der Universität von Amsterdam und im Jahr 1902 Assistent von Bakhuis Roozeboom. Laar war im Jahr 1907 zum Dozenten für Mathematik ernannt worden, seine Bewerbung um eine Professur wurde jedoch 1910 abgelehnt. Diese Ablehnung führte zu einem Nervenzusammenbruch, weshalb er sein Amt aufgeben musste.
Er zog 1912 nach Tavelsur-Clarens nahe Montreux in der Schweiz, wo er bis zu seinem Tode im Jahre 1938 lebte.

## Ehrungen
- 1924: Ehrendoktorat der Universität Groningen
- 1929: Bakhuis Roozeboom-medaille der Koninklijke Nederlandse Chemische Vereniging
- 1930: Korrespondierendes Mitglied der Königlich-Niederländischen Akademie der Künste und Wissenschaften.

## Veröffentlichungen
- Die Thermodynamik in der Chemie. 1893.
- Lehrbuch der mathematischen Chemie. 1901.
- Sechs Vorträge über das thermodynamische Potential und seine Anwendungen auf chemische und physikalische Gleichgewichtsprobleme. 1906.
- Lehrbuch der theoretischen Elektrochemie auf thermodynamischer Grundlage. 1907.
- Die Zustandsgleichung von Gasen und Flüssigkeiten mit besonderer Berücksichtigung der Veränderlichkeit der Werte von a und b, des kritischen Zustandes und der Theorie der Dampfspannungskurven. 1924.
- Die Thermodynamik einheitlicher Stoffe und binärer Gemische. 1935.